# ノー・ノー・ノー
「ノー・ノー・ノー」（Nobody but Me）は、アイズレー・ブラザーズが1962年に発表した楽曲。全米8位を記録したザ・ヒューマン・ベインズのカバー・バージョンで知られる。

## 概要
アイズレー・ブラザーズのロナルド、ルドルフ、オケリーの3人の兄弟によって書かれた。1962年12月、アイズレー・ブラザーズはシングルとして発表するが、ビルボードのHot 100にも、R&Bチャートにも入らなかった。1964年、リヴァプールのロック・バンド、ザ・モジョズがカバーした。
1967年中頃、オハイオ州ヤングスタウン出身のグループ、ザ・ヒューマン・ベインズはキャピトル・レコードに移籍。移籍後の最初のシングルに本作品を選んだ。同年8月24日、シングルとして発表。
そして翌1968年2月1日から2月15日にかけてビルボード・Hot 100で3週連続8位を記録した。彼らのバージョンは「誰も俺のようには踊れはしない。シンガリングも、ブーガルーも、スケートも、フィリーも」というメインの歌詞に入る前に「No, no, no, no...」と「no」という言葉を執拗に連呼しているため、邦題もそのまま「ノー・ノー・ノー」となった。

## 映像作品などでの使用例
- 米国のテレビ・コマーシャルでよく用いられた。フリスキー（Friskies）、ミタ・フォトコピアーズ、アイダホ・ポテトなどは商品名を歌詞に織り込んだ曲をCMで流した。2010年代前半にはナイキがヒューマン・ベインズのバージョンを使った。

- 『ガールスカウト・ビバリーヒルズ版』（1989年）、『リセス 〜ぼくらの夏休みを守れ!〜』（2001年）、『キル・ビル Vol.1』（2004年）などの映画で使用された。『ディパーテッド』（2006年）では主演のレオナルド・ディカプリオが雑貨店で暴力をふるうシーンで流れる。

- 2010年9月23日、テレビシリーズ『The Office』アメリカ版のシーズン7の放映が開始。第1話「Nepotism」のコールドオープンで使用された[7]。出演者によるリップ・ダブ（Lip dub）はインターネット・ミームとして、YouTubeなどで無数のパロディ作品を生んだ[8][9][10]。